# Детективи Азімова
«Детективи Азімова» (англ. Asimov's Mysteries) — збірка з 14-ти науково-фантастичних детективів американського письменника  Айзека Азімова, що вийшла 1968 року в американському видавництві «Doubleday». 

## Зміст
| Назва                    | назва                         | рік  | тема       |
| ------------------------ | ----------------------------- | ---- | ---------- |
| Співучі дзвіночки        | The Singing Bell              | 1954 | Вендел Ерс |
| Камінь, що розмовляє     | The Talking Stone             | 1955 | Вендел Ерс |
| Що означає ім'я?         | What's in a Name?             | 1956 |            |
| Смертна ніч              | The Dying Night               | 1956 | Вендел Ерс |
| Паштет фуа-гра           | Pâté de Foie Gras             | 1956 |            |
| Пил смерті               | The Dust of Death             | 1957 |            |
| Буква закону             | A Loint of Paw                | 1957 | фіґхут     |
| Я у Марспорті без Хільди | I'm in Marsport Without Hilda | 1957 |            |
| В полоні у Вести         | Marooned off Vesta            | 1939 |            |
| Річниця                  | Anniversary                   | 1959 | Мультивак  |
| Некролог                 | Obituary                      | 1959 |            |
| Світло зірок             | Star Light                    | 1962 |            |
| Ключ                     | The Key                       | 1966 | Вендел Ерс |
| Більярдна куля           | The Billiard Ball             | 1967 |            |